# Fearne Cotton
Fearne Cotton Wood (Londen, 3 september 1981) is een Engelse televisiepresentatrice en dj. Ze presenteert sinds 2004 de Engelse versie van het programma Top of the Pops en was medepresentator van het laatste seizoen van Last Comic Standing. Daarvoor presenteerde ze vooral programma's voor CBBC, de jeugdafdeling van de BBC. Cotton is ook radio-dj bij BBC Radio 1. In 2019 presenteerde ze het eerste seizoen van Interior Design Masters.